# Jacek Duda (duchowny)
Jacek Duda – polski duchowny Kościoła Ewangelicznych Chrześcijan w RP, pastor zboru Kościoła Ewangelicznych Chrześcijan w Lublinie. W latach 2004–2007 pełnił funkcję Prezbitera Naczelnego (zwierzchnika) Kościoła Ewangelicznych Chrześcijan. Wcześniej i po 2007 wielokrotnie zajmował różne stanowiska w Radzie Kościoła, w tym był Zastępcą Prezbitera Kościoła i sekretarzem Rady. Od 2011 jest ponownie członkiem Rady Kościoła.
Jest żonaty i ma czworo dzieci.